# Mporei
Mporei (in greco Μπορεί?) è un singolo del rapper greco Mad Clip e della cantante greca Eleni Foureira, pubblicato il 18 maggio 2021 come primo estratto dal quinto album in studio di Eleni Foureira Poli_Ploki.

## Video musicale
Il video musicale, reso disponibile in concomitanza con l'uscita del brano, è stato diretto da Giōrgos Mpenioudakīs ed è stato premiato con il MAD VMA al video dell'anno.

## Tracce
Testi di Panagiōtīs Piter Anastasopoulos ed Eleni Foureira, musiche di Chrīstos Trypsianīs.
1. Mporei – 3:31

## Classifiche
| Classifica (2021) | Posizione massima |
| ----------------- | ----------------- |
| Grecia            | 1                 |